# اقتراح حجب الثقة

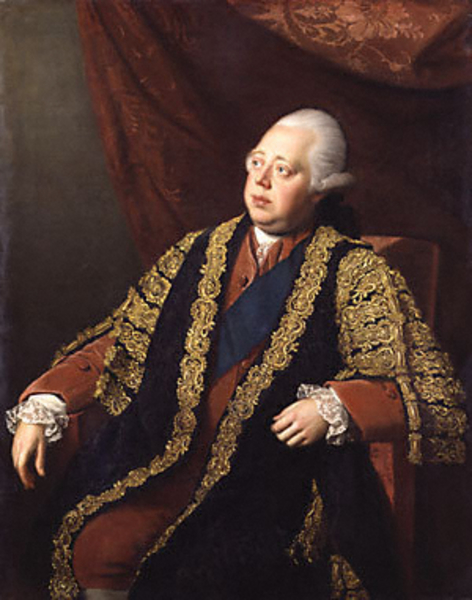

يُعد اقتراح حجب الثقة في المقام الأول بيانًا أو تصويتًا ينص على أن شخصًا ما يشغل منصبًا رفيعًا، سواء كان المنصب حكوميًا أو إداريًا أو غير ذلك، لم يعد صالحًا للاستمرار في هذا المنصب. وقد يكون هذا بسبب تقصير الشخص المذكور في بعض الجوانب أو بسبب اخفاقه في القيام بالتزاماته أو بسبب قيامه باتخاذ بعض القرارات التي يرى بقية الأعضاء أنها تمثل ضررًا.
في القانون، يُعد اقتراح حجب الثقة (ويُطلق عليه أيضًا التصويت على حجب الثقة أو اقتراح توجيه اللوم أو طرح الثقة أو اقتراح سحب الثقة أو (فشل) اقتراح منح الثقة) إجراءً برلمانيًا من شأنه أن يبرهن لرئيس الدولة أن البرلمان المنتخب لم يعد لديه ثقة في (واحد أو أكثر من أعضاء) الحكومة المعينة السلطة التنفيذية (الحكومة).
يختلف اقتراح توجيه اللوم عن اقتراح حجب الثقة في أن “حجب الثقة” يُلزم مجلس الوزراء بتقديم استقالته بينما يهدف “توجيه اللوم” إلى إظهار عدم الرضا عن أداء الحكومة ولكنه لا يؤدي بالضرورة إلى استقالة الوزراء. يُمكن أن يتم توجيه اللوم إلى وزير واحد أو إلى مجموعة من الوزراء، بينما يكون اقتراح حجب الثقة موجّهًا لمجلس الوزراء بالكامل. تحتاج اقتراحات توجيه اللوم إلى بيان الأسباب التي دعت إلى تقديم هذا الاقتراح بينما لا تتطلب اقتراحات حجب الثقة تحديد هذه الأسباب.
في بعض الأحيان، تُعلن الحكومة أن أحد مشروعات القوانين التي قدمتها “محل ثقة”. ويُستخدم هذا الإجراء لمنع أعضاء المعارضة في البرلمان من التصويت ضد مشروع القانون.
في النظام البرلماني المعروف باسم نظام وستمنستر، يتطلب فشل مشروع قانون اعتمادات الموازنة (أحد المشروعات المعنية بإنفاق الأموال) استقالة الحكومة تلقائيًا أو حل البرلمان، وهو ما يُشبه إلى حدٍ كبير التصويت بحجب الثقة، لأن الحكومة التي لا تستطيع إنفاق الأموال ستكون عاجزة. ويُعرف هذا باسم فقد الاعتماد.
عندما يكون من حق مجلس الشيوخ في الدول التي تطبق نظام وستمنستر رفض اعتماد الموازنة، كما حدث في أستراليا أثناء أحداث عام 1975، يُصبح الأمر غير متضح إذ أنه لا يُتوقع في العادة أن تحتفظ الحكومات في نظام وستمنستر بثقة مجلس الشيوخ.

## الاختلافات
هناك عدد من الاختلافات في هذا الإجراء.
على سبيل المثال، في ألمانيا وإسبانيا وإسرائيل، يتطلب إجراء تصويت بحجب الثقة أن تقوم المعارضة، في نفس الاقتراع، باقتراح مرشحٍ لها ليكون خلفًا لرئيس الدولة المختص. وبالتالي يجب أن يتزامن إجراء اقتراح حجب الثقة مع اقتراح منح الثقة لمرشحٍ جديد في نفس الوقت (ويُعرف هذا الاختلاف باسم التصويت البناء على حجب الثقة). ويهدف هذا إلى منع حدوث أزمات في الدولة مثل تلك الأزمات التي وُجدت قرب انتهاء جمهورية فايمار في ألمانيا وذلك من خلال ضمان حصول رئيس الحكومة أيًا كان على الدعم الكافي ليتمكن من الحكم. وعلى عكس النظام البريطاني، لا يُضطر مستشار ألمانيا إلى الاستقالة إذا فشل في الحصول على الثقة في اقتراح منح الثقة طالما أنه هو من دعا إلى هذا الاقتراح بنفسه وليس المعارضة البرلمانية، ولكن باستطاعته أن يطلب من الرئيس الفيدرالي الدعوة لإجراء انتخابات عامة - ويحق للرئيس أن يقرر تلبية هذا الطلب من عدمه.
في بعض الدول، يُمكن تقديم اقتراح حجب الثقة في الحكومة بشكل جماعي أو من قِبل أحد أعضائها بما في ذلك رئيس الوزراء. في إسبانيا يقوم رئيس الوزراء بتقديم الاقتراح بعد مشاورات. في بعض الأحيان، يتم التقدم باقتراحات حجب الثقة، على الرغم من انخفاض احتمالية تمرير الاقتراح، فقط للضغط على الحكومة أو لإحراج منتقدي الحكومة الذين لن يفكروا في التصويت ضدها لأسباب سياسية. في العديد من الديموقراطيات البرلمانية، توجد حدود زمنية صارمة فيما يتعلق باقتراح حجب الثقة، حيث يُسمح بتقديم اقتراح واحد كل ثلاثة أو أربعة أو ستة شهور. وبالتالي يخضع اختيار الوقت المناسب لتقديم اقتراح حجب الثقة إلى التقدير السياسي؛ إذ أن استخدام اقتراح حجب الثقة في مسألة تافهة نسبيًا قد يكون له مردود عسكي على من تقدم بالاقتراح في حال ما إذا ظهرت على السطح لاحقًا قضية أكثر أهمية قد تتطلب حجب الثقة بالفعل، ومعروف أنه لا يُمكن التقدم باقتراح لحجب الثقة إذا كان قد تم مؤخرًا التصويت على اقتراحِ آخر لحجب الثقة، ولا يُصبح هذا الإجراء ممكنًا إلا بعد عدة أشهر.
أما في نظام الحكومة التوافقية في الأقاليم الشمالية الغربية وإقليم نونافوت في كندا التي يتم فيها اختيار رئيس الوزراء من بين الأعضاء غير الحزبيين في السلطة التشريعية عن طريق التصويت، فإن التصويت على حجب الثقة يؤدي إلى إقالة رئيس الوزراء والحكومة ويُسمح للأعضاء بانتخاب رئيس جديد للوزراء.
في البرلمان البريطاني، يبدو اقتراح حجب الثقة للوهلة الأولى بشكل عام وكأنه إجراء يومي، على الرغم من أن التصويت على خطاب الملكة يُشكل كذلك اقتراح بالثقة.

### الأنظمة الرئاسية
في الأنظمة الرئاسية، قد تقوم السلطة التشريعية أحيانًا بتمرير اقتراحات بحجب الثقة كما فعل الكونغرس الأمريكي عندما تقدم باقتراح لحجب الثقة من وزير الخارجية دين آتشيسون في الخمسينيات ومثلما درس تقديم اقتراح ضد المدعي العام البرتو جونزاليس، غير أن هذه الاقتراحات تكون ذات دلالة رمزية فقط. كذلك تتبع الأنظمة الرئاسية إجراء سحب الثقة لعزل مسؤول تنفيذي أو قضائي.
في مناطق معينة من الولايات المتحدة وفنزويلا، تلعب إعادة الانتخاب دورًا مشابهًا في عزل حكومة لا تحظى بشعبية، ولكن هذا التصويت، على عكس اقتراح حجب الثقة، يجب أن يشمل كل الناخبين.

### روسيا
في الاتحاد الروسي يُمكن لمجلس النواب (مجلس الدوما) بأغلبية بسيطة (أي ما يساوي 226 صوتًا على الأقل من إجمالي 450 صوتًا) أن يقوم بتمرير اقتراح حجب الثقة عن الحكومة الروسية ككل. وفي هذه الحالة تؤول المسألة برمتها إلى تقدير الرئيس الذي قد يختار إقالة الحكومة (وهو ما يُمكن للرئيس أن يفعله في أي لحظة بناءً على تقديره الخاص على أي حال) أو تجاهل قرار مجلس الدوما. أما إذا قام مجلس الدوما بتمرير اقتراح ثانِ بحجب الثقة من الحكومة بنفس تشكيلها في خلال ثلاثة شهور، عندها يتعين على الرئيس أن يتخذ قرارًا ملموسًا، وذلك إما بإقالة الحكومة أو حل مجلس الدوما نفسه والدعوة لانتخابات عامة جديدة. ومع هذا فلا يُمكن حل مجلس الدوما على هذه الأسس إذا كان المجلس منتخبًا منذ أقل من عام، أو إذا كان المجلس قد بدأ بالفعل في إجراء مساءلة رئيس روسيا نفسه على خلفية بعض الاتهامات، أو إذا كانت الانتخابات الرئاسية مقرر عقدها بعد أقل من ستة أشهر، أو إذا كانت حالة الطوارئ أو الأحكام العرفية مطبقة في جميع أنحاء روسيا. ففي الحالات السابقة يكون الرئيس مضطرًا لإقالة الحكومة.

## معلومات تاريخية
تم تمرير أول اقتراح بحجب الثقة في مارس من عام 1782 عقب توارد الأنباء عن هزيمة القوات البريطانية في يورك تاون في حرب الاستقلال الأمريكية في أكتوبر السابق، عندما صوَّت برلمان بريطانيا العظمى على أنه “لم يعد بإمكانه منح ثقته للوزراء الحاليين”. واستجابة لهذا، طلب رئيس الوزراء اللورد نورث من الملك جورج الثالث قبول استقالته. ولكن هذا لم يؤسس عرفًا دستوريًا على الفور. إلا أنه في بداية القرن التاسع عشر، فشلت محاولات بعض رؤساء الوزارة مثل روبرت بيل للسيطرة على الحكم مع غياب أغلبية برلمانية. وفي منتصف القرن التاسع عشر، ترسخت مقدرة اقتراح حجب الثقة على عزل الحكومة في المملكة المتحدة.
في المملكة المتحدة، بلغ إجمالى عدد رؤساء الوزراء الذين خسروا في اقتراحات حجب الثقة أحد عشر. بينما كان هناك اقتراح واحد بحجب الثقة (عن جيمس كالاهان) منذ عام 1925.
في العصر الحديث، أصبح من النادر تمرير اقتراح بحجب الثقة في ظل ديموقراطيات الحزبين. ففي كل الحالات تقريبًا، لا يكون الانضباط الحزبي كافيًا للسماح لحزب الأغلبية بالفوز في اقتراح حجب الثقة، وفي حال واجهت الحكومة انشقاقات محتملة داخل حزب الحكومة، فستقوم على الأرجح بتغيير سياستها بدلاً من أن تتعرض لخسارة التصويت على حجب الثقة. وتقتصر الحالات التي يتم فيها تمرير اقتراح حجب الثقة على الحالات التي يكون لدى حزب الحكومة فيها أغلبية ضئيلة ويتم القضاء عليها إما عن طريق الانتخابات التكميلية أو الانشقاقات مثلما حدث في التصويت على حجب الثقة عن حكومة جيمس كالاهان في 1979 في المملكة المتحدة الذي تم بفارق صوت واحد مما دفع إلى إجراء انتخابات عامة في المملكة المتحدة وانتخاب حكومة مارغريت ثاتشر.
تشيع اقتراحات حجب الثقة في الأنظمة ذات التعددية الحزبية التي يتعين فيها على حزب الأغلبية أن يقوم بتشكيل حكومة ائتلافية. ويمكن أن يؤدي هذا إلى تعاقب حكومات عديدة قصيرة الأجل وذلك لأن هيكل الحزب يتيح للأحزاب الصغيرة إنهاء عمل الحكومة دون أن يتيح لها وسيلة تشكيل حكومة جديدة. ويُعتبر هذا بشكل واسع هو السبب في عدم استقرار الجمهورية الفرنسية الرابعة وجمهورية فايمار الألمانية. كما تظهر أمثلة أكثر حداثة على هذه الظاهرة في إيطاليا بين الخمسينيات والتسعينيات، وفيإسرائيل وفياليابان.
للتعامل مع هذا الوضع، جعل الفرنسيون قدرًا كبيرًا من السلطة التنفيذية في يد رئيس فرنسا، وجعلته محصنًا من اقتراحات حجب الثقة.
في عام 2008، تقدِّم ستيفن هاربر رئيس وزراء كندا عن حكومة الأقلية التي أعيد انتخابها بطلب للحاكم العام ميشيل جان بإرجاء البرلمان. وتمت الموافقة على طلبه وتم السماح لرئيس الوزراء بتأجيل التصويت المحتمل على اقتراحات حجب الثقة المقدمة من المعارضة. (انظر النزاع البرلماني الكندي 2008–2009.)